# Heimliche Ausflüge
Heimliche Ausflüge ist ein schwedischer Film von 1980.
Der Film basiert auf dem 1976 erschienenen Roman Die Insel der Kinder (Barnens ö) von P.C. Jersild.

## Handlung
Der 11-jährige Reine verbringt, ohne Wissen der Mutter, den Sommer nicht im Feriencamp, sondern allein im Großstadtdschungel Stockholms. Mit Skateboard und Kassettenrekorder, dem er seine Angst vor dem Erwachsenwerden anvertraut, streunt er durch die Stadt, wobei er in zahlreiche Begegnungen mit Erwachsenen verwickelt wird.
Der Film thematisiert auf sehr plastische Weise den Übergang von der Kindheit zur Erwachsenenwelt.

## Kritiken
„[D]ie Ängste […], die Aufmüpfigkeit Reines und die Erlebnisse mit seinem Körper und seinen Gefühlen sind überzeugend dargestellt. Ein ernstzunehmender Film, der es neben den vielen oberflächlichen Teenie-Filmen vermutlich nicht ganz leicht haben wird.“

## Auszeichnungen
Der Film gewann 1981 den schwedischen Guldbagge-Preis in den Kategorien „Bester Film“, „Bester männlicher Hauptdarsteller“, und „Beste Regie“.
Der Film lief außerdem im Wettbewerb der Berlinale 1981.